# ديكي جونسون
ديكي جونسون (بالإنجليزية: Dickie Johnson)‏ هو لاعب كرة قدم بريطاني، ولد في 20 فبراير 1953 في ليفربول في المملكة المتحدة. لعب مع نادي ألترينتشام ونادي ترانمير روفرز لكرة القدم.